# Hamida Dzsandúbi
Hamida Dzsandúbi vagy Hamida Djandoubi, egyes forrásokban Jendoubi (arabul حميدة جندوبي) (Tunisz, 1949. szeptember 22. – Marseille, 1977. szeptember 10.) tunéziai bűnöző, akit Franciaországban ítéltek halálra barátnője Élisabeth Bosquet meggyilkolásáért. Dzsandúbi volt az utolsó olyan bűnöző, akit nyaktilóval végeztek ki. A halálbüntetés 1981-es eltörléséig még voltak halálos ítéletek Franciaországban, de már Dzsandúbi volt az utolsó, akin ténylegesen is végrehajtották. A kivégzést Marcel Chevalier főhóhér csinálta, a nyaktiló utolsó kezelője.

## Élete
Dzsandúbi egy nyolcgyermekes egyszerű tuniszi családban született a legidősebb gyerekként. Édesapja Hédi Dzsandúbi építőipari munkás és maszek állatorvos volt, aki főleg szarvasmarhák gyógyításával foglalkozott. Karthágóban nőtt fel, a középiskola elvégzése után 1967-ben újságárus lett Tunéziában. Egy évnyi munkával elég pénzt takarított meg és Európába költözött. 1968. szeptember 10-én egy olasz komp fedélzetén érkezett meg Franciaországba. Marseillesben dolgozott, először egy élelmiszerboltban a Pointe-Rouge strandnál, majd kertészként egy bizonyos Désiré Boyer vállalkozásánál. 1971-ben egy ideig Párizsban is élt, de hamar visszatért Marseillesbe. Munkáltatói elégedettek voltak vele, szorgalmas és megbízható munkaerőként tartották számon, aki ráadásul barátságos és szeret utazni.
1971. október 9.én Dzsandúbit súlyos baleset érte a motoros eke kezelése közben. Véletlenül az eke alá csúszott, amelynek vasa szétroncsolta a jobblábát, így azt combmagasságig amputálni kellett. Ettől fogva lábprotézissel mozgott. Az amputáció után kialakult végtagfájdalmaira Dzsandúbi elég erős fájdalomcsillapítókat kapott. Mivel melléje szeszes italt is fogyasztott, ezért a gyógyszer hatóanyaga az alkohollal keveredve gyakorta okozott nála paroxizmát, s ettől fogva igen agresszív és kiszámíthatatlan lett a viselkedése. Ezidőtájt kezdett egyfajta vonzalmat érezni a tizenéves lányok iránt.
A kórházban ismerte meg Élisabeth Bosquet 19 éves ápolónőt, akivel viszonyt kezdett. A lány tapasztalatlan, naiv és kissé lassú felfogású volt, ezért hamar a fiatal tunéziai férfi bűvkörébe került, azonban Dzsandúbi erőszakossága miatt hamar szétváltak. A nő 1973-ban feljelentette a rendőrségen, miszerint Hamida prostitúcióra akarta kényszeríteni. Dzsandúbi azt akarta, hogy Élisabeth nyolc férfi számára tegyen szexuális szolgáltatásokat, melynek árát ő, mint a kerítő, lefölözte volna. Dzsandúbit akkor letartóztatták, majd kiengedték. Ezután házassági ajánlattal elcsalt két lányt, a 17 éves francia Annie-t és a 16 éves algériai Amariát, akiket sikerült rábírnia, hogy árulják a testüket. A két lányt Dzsandúbi rendszeresen bántalmazta és fogva tartotta.

### A Bosquet-gyilkosság
1974. július 3-án Dzsandúbi véletlenül összefutott Élisabeth Bosquet-tel. A férfi bosszút akart állni exbarátnőjén, amiért feljelentette. Bosquet-et a lakására csalta látszólagos békülési szándékkal, majd ott foglyul ejtett, s a két másik lány szeme láttára brutálisan megverte bottal és derékszíjjal. Ezután nyolc helyen égő cigarettát nyomott el a Bosquet mellén és nemiszervén. A sokkos állapotban levő Bosquetet kocsival Marseille egyik külvárosába, Salon-de-Provence-ba vitte, majd ott megfojtotta. Bosquet meztelen holttestét egy fészerbe rejtette el Dzsandúbi, ami egy kőből épült kunyhó volt. A két lányt Dzsandúbi megfenyegette, hogy hallgassanak a látottakról. Július 7-én egy fiú felfedezte Bosquet holttestét, akit először még nem tudtak azonosítani.
Július 28-án Dzsandúbi egy tizenötéves Houria nevű szökött algériai tinédzserlányt is elcsalt, akit megerőszakolt és bezárt a lakásán. Azonban több mint egy hónappal a Bosquet-gyilkosságot követően, augusztus 9-én az Amariának és Houriának sikerült megszöknie Dzsandúbitól, értesítenie a 6. kerületi rendőrséget, akik Dzsandúbit hamarosan letartóztatták.
Dzsandúbi együttműködő volt a hatóságokkal, tettét részletesen beismerte és a helyszíni rekonstrukciónál is segített. Mindezt abban a reményben tette, hogy így elkerülheti a halálbüntetést. Dzsandúbi az eset részletezésekor kifejezéstelen arccal, érzelmektől mentesen beszélt.

### Tárgyalása
Dzsandúbit előre kitervelten elkövetett gyilkossággal, nemi erőszakkal, kínzással és prostitúcióra való késztetéssel vádolták meg. Tárgyalása Aix-en-Provence-ban zajlott három éven át. A vád szószólója Yves Chauvy főügyész keményen támadta Dzsandúbit, akit vádbeszédjeiben „démon”-nak nevezett. Ügyvédjei Émile Pollak és Jean Goudareau enyhébb büntetés kiszabását kérték védencükre 1977. február 24-én, hivatkozva arra, hogy Dzsandúbi alkohol és gyógyszer hatása alatt állt. A pszichológia vizsgálatok által felállított jellemrajz szerint azonban Dzsandúbi teljesen tisztában volt tettei súlyával, értelmi képessége meghaladja az átlagost, magatartását tekintve pedig veszélyes a társadalomra.
Az ítéletet február 25-én hozta meg a bíróság: Dzsandúbit bűnösnek találták az ellene felhozott vádpontokban és halálra ítélték. Dzsandúbi fellebbezéssel élt, de június 9-én kérelmét elutasították.

### Kivégzése
Dzsandúbi kegyelmi kérvényét (amelyben az ítélet életfogytig tartó szabadságvesztésre való módosítását kérte) Valéry Giscard d’Estaing elnök elutasította szeptember 9-én, ezt követte a következő nap az ítélet végrehajtása. Az elítéltet szeptember 10-én hajnali 4:15-kor vezették ki cellájából. Dzsandúbi szótlanul várt sorsára, nem tiltakozott, vagy kiabált, esetleg sírt volna, csupán arra panaszkodott, hogy túl szoros a bilincs a kezén. Még elfogadta a neki felkínált cigarettát és a pohár rumot, valamint lehetőséget kapott egy mohamedán imámmal is beszélni, akivel még válthatott egy pár szót arabul. Monique Mabelly, tanúként jelenlevő nyomozóbíró szerint, amikor Dzsandúbi tudatára ébredt, hogy meghal, mindenféle apró kérésekkel és az ügyvédjeivel folytatott rövid beszélgetésekkel húzta még az időt. 4:40-kor Dzsandúbit nyaktiló alá fektették és lefejezték a Baumettes börtön udvarán. A börtönorvos körülbelül fél perc után megállapította a halál beálltát.
A Dzsandúbi kivégzését megelőző három hónapban még két másik elítélt végezte nyaktiló alatt: Christian Ranucci és Jérôme Carrein pedofilok. 1981-ben végül François Mitterrand eltörölte Franciaországban a halálbüntetést és az addig hozott halálos ítéletek különféleképpen módosultak.

## Külső hivatkozások
- L'exécution de Hamida Djandoubi, par un témoin de ce crime d'Etat
- Jean-Yves Le Naour: Le dernier guillotiné (2011)